# Murraya longifolia
Murraya longifolia är en vinruteväxtart som beskrevs av Carl Ludwig von Blume. Murraya longifolia ingår i släktet Murraya och familjen vinruteväxter. Inga underarter finns listade i Catalogue of Life.